# Rigoberto Urán
Urán  Urán est un nom espagnol. Le premier nom de famille, en général paternel, est Urán ; le second, en général maternel, souvent omis, est Urán.
Rigoberto Urán Urán est un coureur cycliste colombien, né le 26 janvier 1987 à Urrao (département d'Antioquia), professionnel de 2006 à 2024.
Spécialiste des courses par étapes, il a notamment terminé deuxième du Tour de France 2017, ainsi que des Tours d'Italie 2013 et 2014 (septième et meilleur jeune en 2012). Il fait partie des coureurs ayant remporté au moins une victoire d'étape sur chaque grands tours : une étape du Tour de France, deux du Tour d'Italie et une du Tour d'Espagne. Sur les courses d'un jour, il a obtenu la médaille d'argent de la course en ligne lors des Jeux olympiques de 2012 et a terminé à trois reprises à la troisième place du Tour de Lombardie.

## Biographie

### Jeunesse
La famille de Rigoberto Urán est originaire d'Urrao, ville avec un fort taux de criminalité située à 140 kilomètres de Medellin et investi dans les années 1980 par les FARC.
Son père, Rigoberto de Jesús Urán, est assassiné par des paramilitaires d’extrême droite quand Rigoberto avait 14 ans. Le jeune homme prend alors sa place comme vendeur de billets de loterie pour entretenir sa famille. À l'âge de 16 ans, il se dirige vers Medellín pour courir pour Orgullo Paisa, une équipe cycliste colombienne. Deux ans de suite il remporte le Tour de Colombie juniors (Vuelta del Porvenir), en 2004 et 2005.

### Début de carrière professionnelle

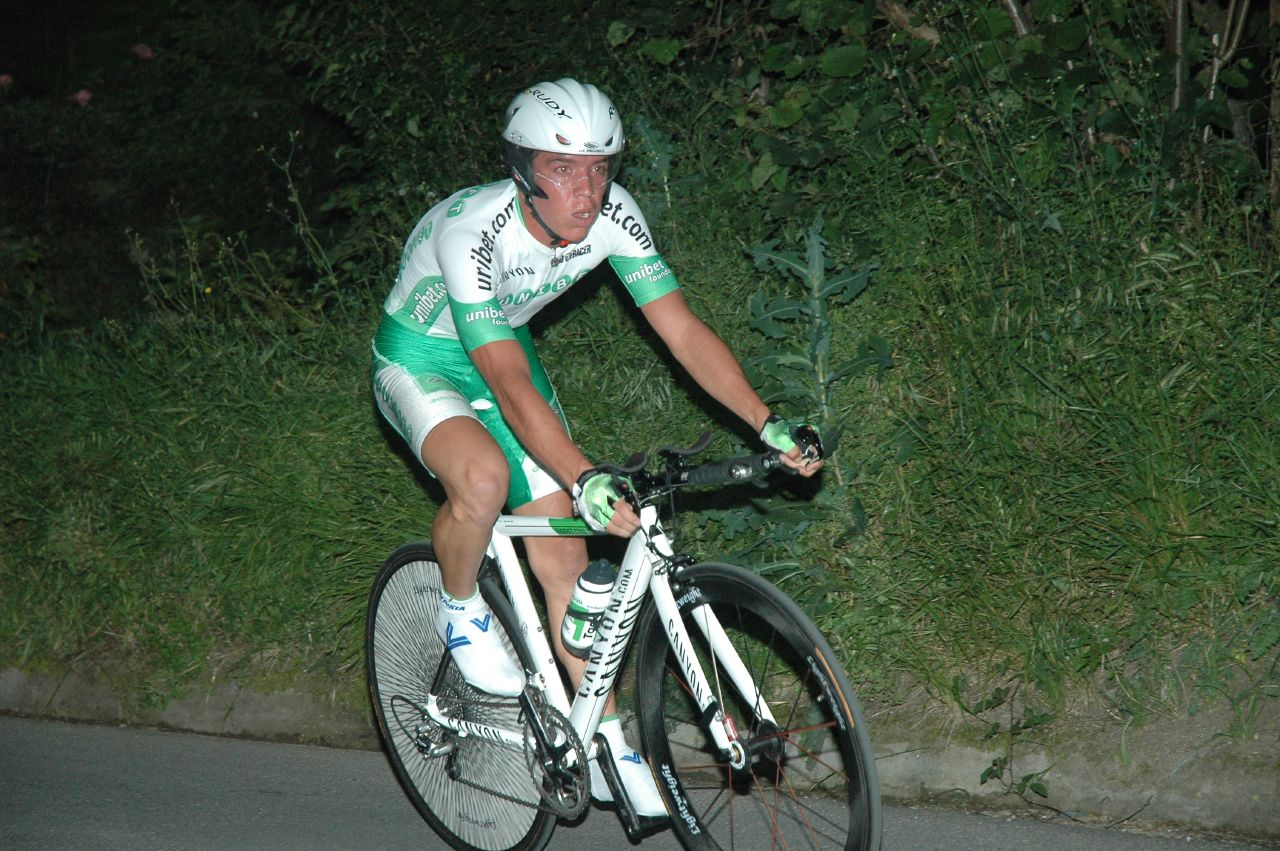
Rigoberto Urán lors de la Bicyclette basque 2007

Rigoberto Urán passe professionnel en 2006, à 19 ans, dans l'équipe italienne Tenax Salmilano inscrite en deuxième division mondiale, après avoir obtenu plusieurs titres nationaux sur piste en catégorie junior. Il vit alors à Brescia, dans une famille d'accueil. Il considère depuis cette période l'Italie comme son pays d'adoption. Il est d'ailleurs suivi par de nombreux tifosi.
En 2007, il s'engage dans l'équipe Unibet.com, devenant le plus jeune coureur du ProTour. Malgré les difficultés de l'équipe, exclue de plusieurs épreuves du ProTour et notamment des grands tours, Rigoberto Urán se montre à son avantage, notamment durant le Tour de Suisse : il y remporte l'étape arrivant au Lac Noir en s'extirpant du groupe de tête à moins d'un kilomètre de l'arrivée. Il termine neuvième du classement final.
Urán a cependant joué de malchance durant cette saison. D'abord sur la Bicyclette basque : en tête du classement provisoire du contre-la-montre, celui-ci est interrompu à cause du vent alors que six coureurs n'en avaient pas encore terminé, et finalement annulé. Puis, durant la quatrième étape du Tour d'Allemagne, alors qu'il se trouve dans le groupe de Damiano Cunego qui n'allait plus être rejoint, Rigoberto Urán chute dans la descente du col du Riedberg à 15 kilomètres de l'arrivée et doit abandonner.

### Caisse d'épargne (2008-2010)
Il rejoint en 2008 l'équipe espagnole Caisse d'Épargne. Lors de sa première année au sein de cette équipe, il réussit deux podiums importants. En terminant troisième du Tour de Lombardie, il confirme sa deuxième place du Tour de Catalogne.
L'année 2009 voit Urán disputer son premier Tour. En 2010, le coureur participe à son premier Giro. Peu de temps après, il prend le départ du Tour de Suisse, il le finit à la 7e place, après être resté second du classement général jusqu'à l'ultime étape en contre-la-montre.

### Sky (2011-2013)

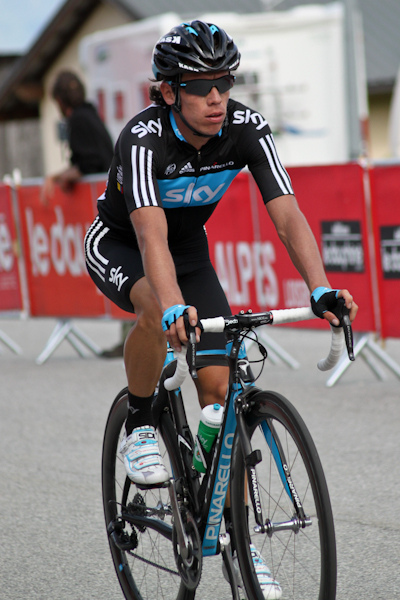
Rigoberto Urán lors du Critérium du Dauphiné 2011

#### 2011: de nombreuses places d'honneur
Au cours de cette première saison chez Sky, il monte progressivement en puissance, se classant septième du Tour d'Andalousie, puis quatrième du Tour de Catalogne et cinquième de Liège-Bastogne-Liège.
Lors du Tour de France, il démontre ses aptitudes lorsque la route s'élève en endossant le maillot blanc du meilleur jeune au début de la troisième semaine. Il le perd cependant en craquant lors des 18e et 19e étapes. À la fin du Tour, il est 6e du classement des jeunes et 24e du général, à 42 du vainqueur Cadel Evans.
Il s'illustre ensuite sur les classiques : huitième de la Classique de Saint-Sébastien à la sortie du Tour, il est en fin d'année troisième du Grand Prix cycliste de Québec et du Tour d'Émilie.

#### 2012: médaillé d'argent aux Jeux olympiques
Début mars, il participe à Paris-Nice. Il travaille pour son leader Bradley Wiggins, finalement vainqueur de l'épreuve, comme dans la montée Laurent Jalabert à Mende. Il réussit, néanmoins, à terminer douzième.
Le 19 mars, Rigoberto Urán se présente au départ d'un Tour de Catalogne, particulièrement accidenté. Lors de la 1re étape, il finit avec le peloton à une minute et demie de Michael Albasini. Cet écart restera le même entre Urán, finalement cinquième et Albasini, vainqueur de cette 92e édition. Pourtant, le Colombien aura été un grand animateur de la course. Il termine troisième de la 2e étape, dans un peloton réduit à 31 unités par les bordures. Après la neutralisation de la 3e étape, Urán remporte la suivante. Parti avec trois autres coureurs, à la poursuite de Leipheimer et Szmyd, il dispose de suffisamment de ressources pour battre au sprint un peloton de 25 coureurs après la jonction de celui-ci avec les six échappés. Le lendemain, il terminera encore deuxième, battu au sprint par Julien Simon, dans un peloton réduit. Les deux dernières étapes ne permettront pas au Colombien de se rapprocher d'Albasini (malgré une quatrième place, le dernier jour).
Fin mars, il rentre en Colombie pour y préparer le Tour d'Italie. Il y sera le chef de file de sa formation et aura pour objectif de terminer dans les cinq premiers.
Pour son retour à la compétition, il est le leader de son équipe à la Flèche wallonne. Il chute dans la première partie de la course et se blesse au genou. Il est dirigé vers un hôpital où il reçoit quelques points de suture. Toutefois, quatre jours après, il est au départ de Liège-Bastogne-Liège (autre course de l'UCI World Tour 2012). La météo n'étant pas favorable, la douleur au genou, combinée au manque d'entraînement dans la semaine, l'oblige à abandonner à une centaine de kilomètres de l'arrivée.
Le 28 juillet 2012, Rigoberto Urán, 25 ans, remporte la médaille d'argent de la course en ligne des Jeux olympiques à Londres. Il profite du scénario de la course où l'équipe britannique subit de nombreuses attaques pour éviter un final au sprint, avec un sacre promis à Mark Cavendish. Échappé avec une trentaine de coureurs, il attaque à cinq kilomètres de l'arrivée et est suivi par le Kazakh Alexandre Vinokourov. Ce dernier lance le sprint à 300 mètres de l'arrivée, profitant d'un moment d'inattention d'Urán,. Le Colombien, à ce sujet, conteste l'idée d'erreur. Selon lui, regarder derrière soi est plutôt un réflexe naturel d'un coureur échappé, s'assurant de l'écart avec ses poursuivants. Il reconnait, cependant, la supériorité d'Alexandre Vinokourov, dans ce moment crucial de la course. Rigoberto Urán est le deuxième Colombien à obtenir une médaille olympique en cyclisme.
À la fin du mois de septembre, Urán dispute le Tour du Piémont. Celui-ci se termine par une boucle de vingt kilomètres autour de Biella, où se situe la dernière difficulté majeure de l'épreuve, une ascension de six kilomètres à 5,6 %. Sous l'impulsion de Sergio Henao, huit coureurs se dégagent. Rapidement Urán relance et seul Gorka Verdugo peut l'accompagner. Ils effectuent la descente vers l'arrivée, ensemble. À cinq cents mètres, Rigoberto Urán accélère et lâche le Basque. Il remporte la course, devançant, de quelques secondes, cinq des échappés. Le Tour du Piémont sert le plus souvent d'ultime test avant le Tour de Lombardie, qui se déroule deux jours plus tard, où Urán aimerait se distinguer.
Rigoberto Urán monte sur le podium de ce Tour de Lombardie, sous des trombes d'eau. Toujours dans le peloton des favoris, réduit à une trentaine d'unités, après le passage au sommet du Ghisallo, Urán subit l'accélération de Joaquim Rodríguez dans les pourcentages les plus forts de la dernière difficulté du jour, le Villa Vergano. La chasse derrière l'Espagnol n'est pas efficace et plusieurs coureurs font la jonction avec Urán, Henao et Contador. Neuf secondes derrière Rodríguez, le Colombien sprinte pour la deuxième place que lui subtilise Samuel Sánchez.

#### 2013: deuxième du Tour d'Italie

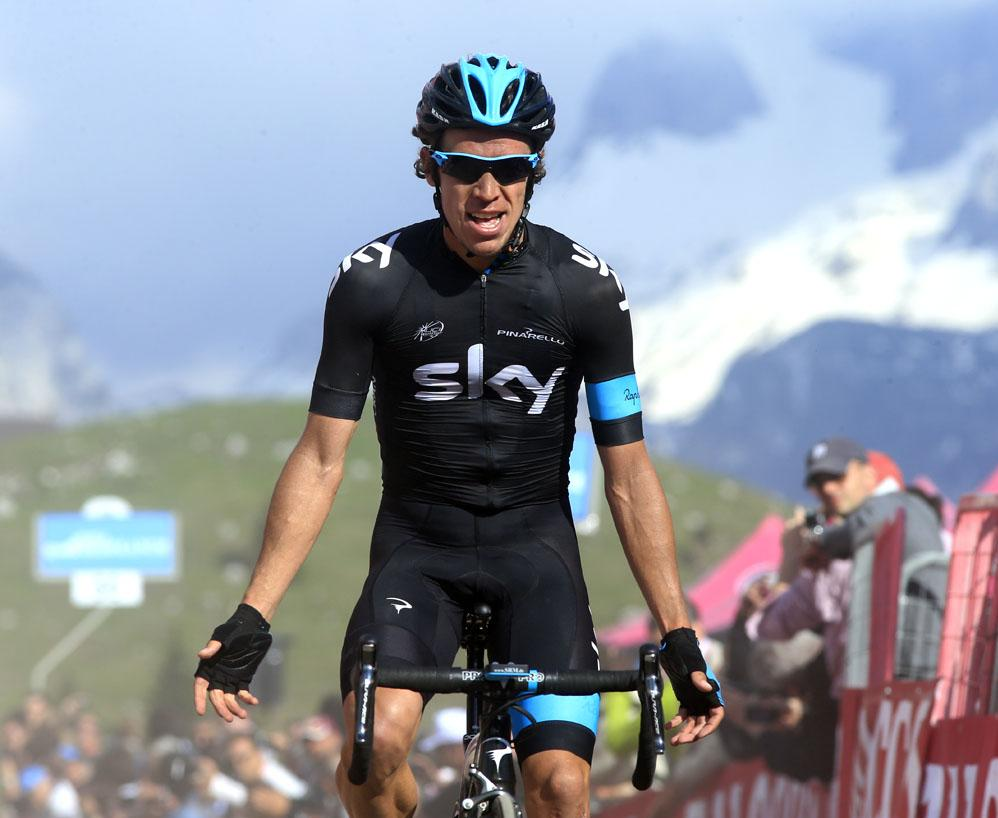
Urán, vainqueur de la 10e étape du Tour d'Italie 2013.

Il commence sa saison au Challenge de Majorque. En mars, il joue le rôle d'équipier de Christopher Froome sur Tirreno-Adriatico dont il se classe 25e. Il est 28e du Tour de Catalogne alors qu'il était 5e et vainqueur d'étape l'année précédente. En avril, il dispute les classiques ardennaises mais n'est pas en réussite et ne termine pas l'Amstel Gold Race.
Il participe au Tour d'Italie, où Bradley Wiggins est désigné leader de l'équipe Sky. Celle-ci domine le contre-la-montre par équipes inaugural. Urán est présent dans les dix premiers du classement général durant la première semaine. Lors de la première arrivée en altitude (10e étape) à Montasio, il attaque, gagne l'étape et se hisse à la troisième place du classement général, devant Wiggins. Celui-ci abandonne trois jours plus tard. Urán est dès lors le leader de l'équipe Sky. Il conserve sa troisième place durant la semaine qui suit. Lors de l'avant-dernière étape, disputée sous la neige, il prend la troisième place aux Tre Cime di Lavaredo. Ce résultat lui permet de prendre à Cadel Evans la deuxième place de ce Giro, derrière Vincenzo Nibali,.
La suite de la saison sera plus discrète de sa part avec un Tour de Pologne et un Tour d'Espagne décevants comme pour toute son équipe malgré une deuxième place lors de la 16e étape, devancé de peu par la révélation Warren Barguil. Ensuite il participe aux championnats du monde de cyclisme sur route où les Colombiens peuvent profiter d'un parcours qui leur est favorable. Lors du dernier tour, Urán parvient à suivre les poursuivants des leaders (Nibali et Rodriguez) lors d'une montée de 4 kilomètres mais il est victime d'une sortie de route dans la descente qui l’empêche de jouer ses chances. Il termine 41e.
Il s'engage dans l'équipe belge Omega Pharma-QuickStep pour la saison 2014. Il change de statut, passant d'équipier de luxe à leader incontesté. Il sera le chef de file de l'équipe belge sur les grands tours.

### Quick Step (2014-2015)

#### 2014: à nouveau deuxième du Tour d'Italie
En début d'année 2014, Rigoberto Urán prend la troisième place du Tour d'Oman. En mars, il remporte avec ses coéquipiers le contre-la-montre par équipes de Tirreno-Adriatico, qu'il termine à la 31e place. Durant les semaines qui suivent, il est trentième du Tour de Catalogne, quatorzième du Tour de Romandie.
En mai Urán prend part au Tour d'Italie en tant que leader de l'équipe Omega Pharma-QuickStep. Il remporte la 12e étape, un contre-la-montre tracé entre Barbaresco et Barolo. Il prend à cette occasion le maillot rose de leader, devenant le premier Colombien à le porter. Lors de la seizième étape, à Val Martello, il perd la première place du classement général au profit d'un autre Colombien, Nairo Quintana. Troisième de la 19e étape, un contre-la-montre en côte au monte Grappa, il termine deuxième de ce Giro. Quintana, qui le devance de trois minutes, est le premier vainqueur colombien du Tour d'Italie.
De retour en course en août, il est quatrième du prologue du Tour de l'Ain. À la fin du mois, il prend le départ du Tour d'Espagne. En terminant deuxième de la dixième étape, un contre-la-montre où il n'est devancé que par le champion du monde Tony Martin, il se hisse à la troisième place du classement général. Diminué par un bronchite durant les jours qui suivent, il perd un quart d'heure lors de la seizième, et se trouve ainsi écarté de la victoire. Il ne prend pas le départ le lendemain.
Sélectionné en équipe nationale pour le championnat du monde sur route, il en prend la 27e place. Il termine la saison au Tour de Pékin, où il est neuvième du classement général.

#### 2015
Il commence sa saison en devenant champion de Colombie du contre-la-montre. Il est ensuite septième des Strade Bianche, puis se montre en forme sur Tirreno-Adriatico, où il termine troisième du général à 31 secondes de Nairo Quintana. Dans la foulée, il est toujours aussi régulier en se classant cinquième du Tour de Catalogne et du Tour de Romandie. Il arrive avec confiance sur le Tour d'Italie pour confirmer son podium de l'année précédente. À l'issue du contre-la-montre individuel de la 14e étape, il occupe la quatrième place du général. Néanmoins, le lendemain, il est rapidement distancé ans l'étape de Madonna di Campiglio et perd huit minutes et tout espoir de bien figurer à Milan. Il termine finalement 14e du général. Il enchaine ensuite avec le Tour de France, qu'il termine 42e, avec notamment une troisième place lors de la 17e étape. Un mois plus tard, il remporte le Grand Prix de Québec en surprenant les coureurs les plus rapides avec une attaque à 800 mètres de la ligne. En fin de saison, il est médaillé d'argent au championnat du monde du contre-la-montre par équipes.

### Cannondale/EF Education (depuis 2016)

#### 2016: une première saison irrégulière
Il rejoint l'équipe américaine Cannondale-Drapac en 2016, avec comme objectif principal le Tour d'Italie. Après des débuts discrets sur le Tour de l'Algarve, il se classe quatrième du  Grand Prix de l'industrie et de l'artisanat de Larciano remporté par son coéquipier Simon Clarke. Il est ensuite loin des meilleurs sur Tirreno-Adriatico, puis termine dixième du Tour de Catalogne et abandonne le Tour de Romandie en raison du mauvais temps pour arriver en forme sur le Giro. Lors de celui-ci, il est désigné leader de l'équipe. Durant les deux premières semaines, il évolue autour de la dixième place et récupère des places lors de la dernière semaine, pour finalement se classer septième du général à 12 minutes de Vincenzo Nibali.
Après un abandon sur la course en ligne des Jeux olympiques de Rio, il se fait rattraper dans le final du Grand Prix de Québec et doit se contenter de la dixième place. En fin de saison, l termine troisième du Tour d'Émilie, de Milan-Turin et surtout du Tour de Lombardie, où il s'incline au sprint derrière son compatriote Esteban Chaves et Diego Rosa.

#### 2017: deuxième du Tour de France

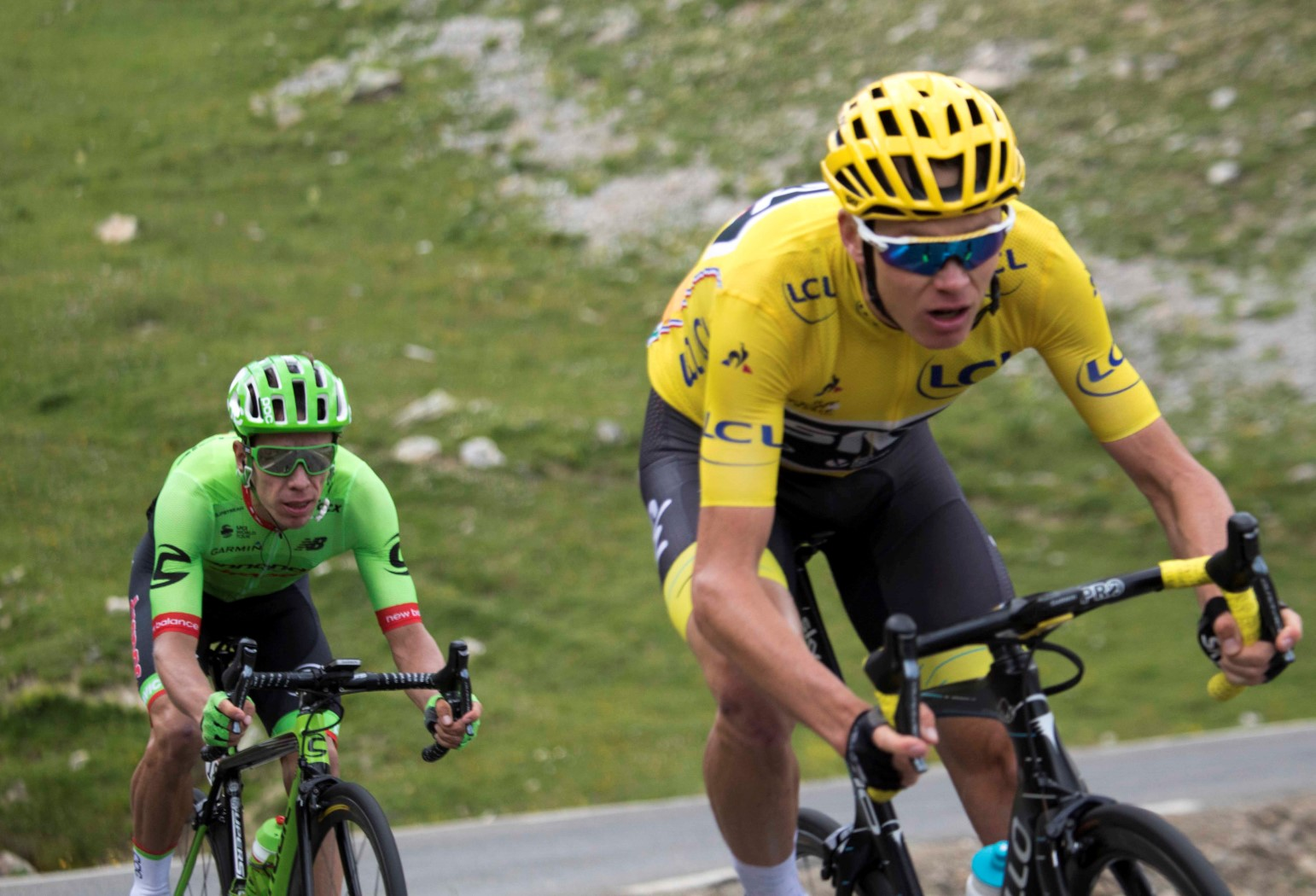
Rigoberto Urán, derrière Christopher Froome, durant le Tour de France 2017.

Lors du Tour de France, où il est leader "officieux" pour le classement général (le leader officiel de l'équipe, Pierre Rolland, étant finalement capitaine de route), il termine huitième à la Planche des Belles Filles, première arrivée en altitude de ce Tour. Lors de la neuvième étape, disputée à travers le massif du Jura, il évité la chute de Richie Porte dans la descente du mont du Chat mais son dérailleur se tord et il court les derniers kilomètres sur le braquet maximum, 53x11. Il s'impose au sprint devant Warren Barguil (Sunweb). Ensuite, il se classe deuxième de l'étape de Peyragudes derrière Romain Bardet. Lors de l'étape de Serre-Chevallier, Fabio Aru défaillant, il prend place virtuellement sur le podium en terminant avec Froome et Landa (Sky). Lors de l'arrivée à l'Izoard, il confirme son podium, mais en rendant deux secondes à Bardet et Froome. Lors du contre-la-montre de Marseille, qu'il termine huitième, Urán prend la deuxième place du classement général, à 54 secondes de Froome, confirmant une préparation qui lui permet enfin de jouer les premiers rôles dans la Grande Boucle, après trois participations aux résultats frustrants, eu égard à ses performances dans les autres Grands Tours.
Il remporte Milan-Turin en solitaire et s'affirme comme l'un des favoris du Tour de Lombardie disputé deux jours plus tard et qu'il « a toujours rêvé de gagner », mais qu'il termine à une décevante 22e place.

#### 2018: souvent placé, rarement gagnant
Rigoberto Urán commence sa saison en février en Colombie. Septième du championnat national, il dispute la nouvelle course Colombia Oro y Paz. Il en remporte la cinquième étape et termine troisième du classement général, derrière Egan Bernal et Nairo Quintana. De retour en Europe, il prend la dixième place de Tirreno-Adriatico. Leader de son équipe au Tour du Pays basque. Dixième du classement général au départ de la dernière étape, il abandonne après avoir percuté une voiture stationnée au bord de la route. Après près de deux mois de stage en altitude en Colombie, il prend part au Tour de Slovénie, en dernier test avant le Tour de France. Il gagne la troisième étape et finit deuxième du classement général derrière Primož Roglič,.
Au départ du Tour de France, Jonathan Vaughters, manager de l'équipe Education First, affiche l'ambition de faire gagner Rigoberto Uran. Lors de la neuvième étape, il chute dans le secteur pavé du Moulin-de-Vertain et perd une minute et demie sur ses rivaux. Quatre jours plus tard, souffrant toujours à la jambe gauche, il perd près d'une demi-heure lors de la première étape de montagne et décide de quitter la course. Au mois d'août, il se classe sixième de la Classique de Saint-Sébastien, puis il prend la septième place du Tour d'Espagne. En fin de saison, il se montre en forme et termine deuxième du Tour d'Émilie et quatrième du Tour de Lombardie.

#### 2019-2020: des saisons marquées par la malchance
Il connait une saison 2019 malchanceuse. En mars, il est d'abord victime d'une clavicule cassée après un accident sur Paris-Nice, qui ne lui permet pas de préparer au mieux le Tour de France. Il parvient néanmoins à se classer septième du Tour, profitant de sa régularité. Il participe ensuite au Tour d'Espagne, où une chute sur la sixième étape lui casse l'autre clavicule, une épaule, des côtes et lui perfore un poumon. Après sept heures de chirurgie, les médecins lui expliquent qu'il a de « la chance d'être en vie ». Cet incident met fin à saison 2019. Il reconnait en novembre que son rétablissement s'est fait très lentement et qu'il a pensé à abandonner le cyclisme.
En 2020, Rigoberto Urán remporte avec son équipe EF-Drapac, le contre-la-montre par équipes du Tour Colombia. Après cette course, il ne court plus pendant six mois en raison de la pandémie de Covid-19. En août, il reprend la compétition en terminant 22e du Critérium du Dauphiné. Lors du Tour de France, il occupe la troisième place du général après la 16e étape, mais perd du temps les jours suivants et il se classe finalement huitième du général à Paris. En fin d'année, il est 24e des mondiaux d'Imola et 15e de Liège-Bastogne-Liège.

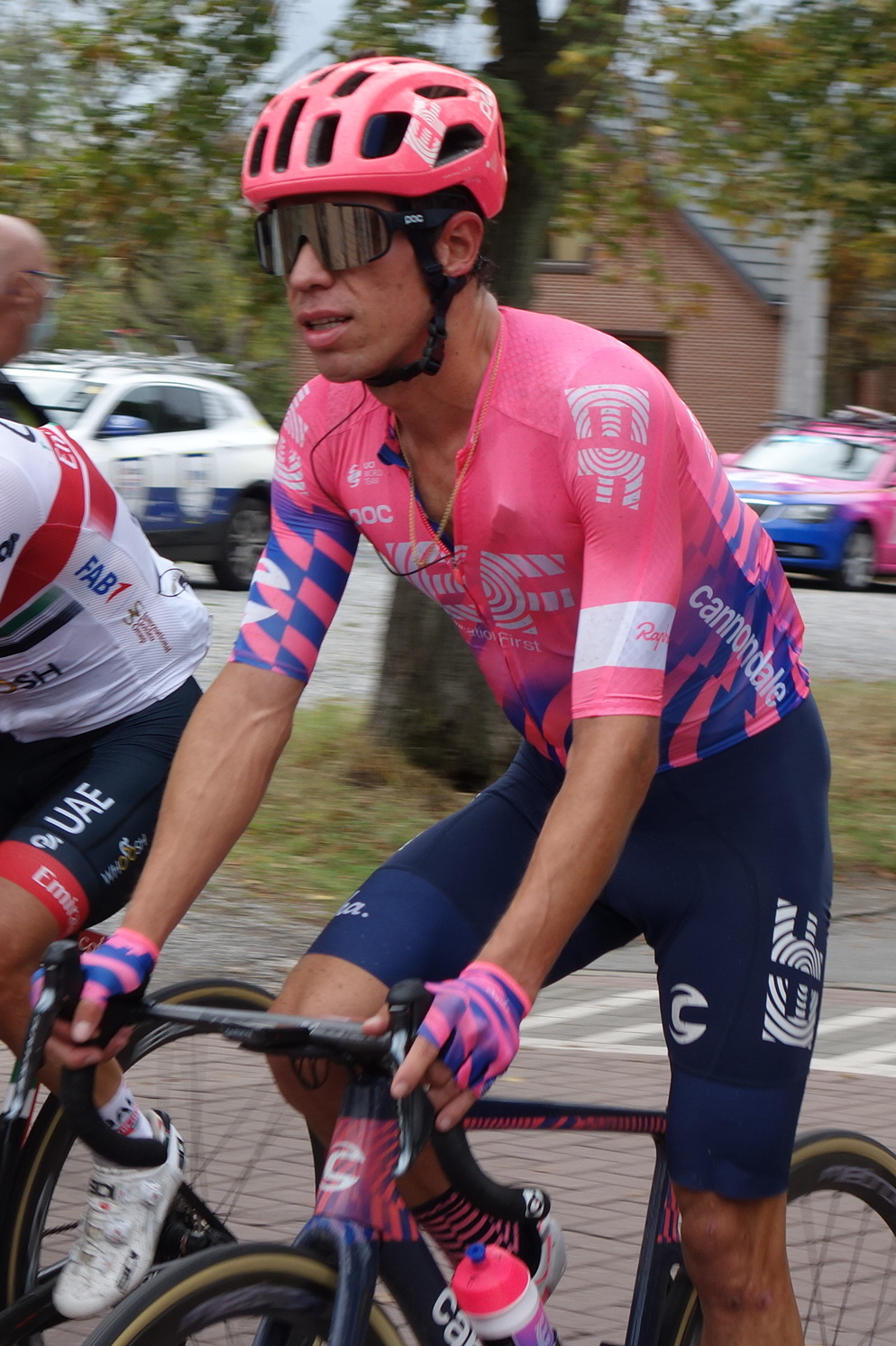
Rigoberto Urán lors de la Flèche wallonne 2020.

#### 2021: retour sur le devant de la scène
Après plusieurs désagréments en début de saison, Urán arrive sur le Tour de Suisse en forme. Il y remporte le contre-la-montre individuel d'Andermatt avec quarante secondes d'avance sur son second, le Français Julian Alaphilippe. Ce qui lui permet de se classer deuxième du classement général, à dix-sept secondes de Richard Carapaz. Ces dernières performances en font un candidat sérieux au classement général du Tour de France. Après deux semaines sans fautes, le Colombien pointe à la deuxième place du classement général derrière Tadej Pogačar. Deux défaillances dans les Pyrénées auront raison de son ambition de grimper une seconde fois sur le podium du Tour de France. Il échoue à la dixième place du classement final à Paris à plus de dix-huit minutes du vainqueur Pogačar. Par la suite, il se classe huitième de la course en ligne et du contre-la-montre des Jeux olympiques de Tokyo.

#### 2022: victoire d'étape sur la Vuelta
Urán commence sa saison 2022 en mars, avec une 14e place sur Tirreno-Adriatico. Il enchaine en terminant dixième du Tour du Pays basque. Par la suite, il est victime de malchance sur Liège-Bastogne-Liège et la première étape du Tour de Romandie, où il chute et abandonne à chaque fois. Mi-juin il reprend la compétition lors du Tour de Suisse, mais comme trois de ses coéquipiers, il doit renoncer à prendre le départ de la sixième étape en raison d'un test positif au SARS-CoV-2. Il est ensuite seulement 25e du Tour de France, puis neuvième de la Classique de Saint-Sébastien. Il réalise une bonne fin de saison, notamment lors du Tour d'Espagne, où il termine neuvième du général et gagne la 17e étape devant Quentin Pacher. Cette victoire lui permet de rejoindre la liste des coureurs ayant remporté au moins une victoire d'étape sur chaque grands tours.
Après avoir envisagé de prendre sa retraite comme coureur, sa victoire d'étape sur la Vuelta et ses tops 10 sur les courses d'un jour italiennes de fin saison l'ont convaincu de continuer, malgré plusieurs saisons décevantes. Il prolonge son contrat avec l'équipe EF Education-EasyPost de Jonathan Vaughters.

#### 2023
Infecté par le SARS-CoV-2 alors qu'il est 22e du classement général provisoire, Rigoberto Urán ne prend pas le départ de la dixième étape du Tour d'Italie.

#### 2024
Il met un terme à sa carrière à l'issue de la saison.

## Livre biographique
- López López, Andrés (2020). Rigo. Latin Sports.  (ISBN 9780578702896).

## Adaptation à la télévision
Estudios RCN a produit une série télévisée biographique sportive qui raconte l'histoire du cycliste, inspirée du livre Rigo d'Andrés López López. Elle met en scène Juan Pablo Urrego et Ana María Estupiñán, avec des apparitions de Julián Arango et Daniel Toro. La série a été diffusée pour la première fois le 9 octobre 2023 sur Canal RCN et est ensuite disponible en tant que série à la date du jour sur Prime Video,.

## Autres activités
Il organise depuis 2018 le Giro de Rigo, une course qui a lieu dans le département de Quindío en Colombie.
Il possède également une marque de vêtements et d'accessoires de vélo « Go Rigo Go ». En 2020, elle emploie 82 personnes.

## Palmarès sur route et classements mondiaux

### Palmarès amateur
| - 2003 - Champion de Colombie du contre-la-montre cadets - 3e du championnat de Colombie sur route cadets - 2004 - Vuelta de la Juventud Venezuela - Vuelta del Porvenir de Colombia | - 2005 - Champion de Colombie sur route juniors - Vuelta del Porvenir de Colombia |  |

### Palmarès professionnel
| - 2007 - 4e étape de la Clásica de Rionegro - 2eb étape de la Bicyclette basque (contre-la-montre) - 7e étape du Tour de Suisse - 2e de la Clásica de Rionegro - 2e du championnat de Colombie du contre la montre - 9e du Tour de Suisse - 2008 - 2e du Tour de Catalogne - 3e du Tour de Lombardie - 2009 - 5e du Tour de Romandie - 2010 - 7e du Tour de Suisse - 2011 - 3e du Grand Prix cycliste de Québec - 3e du Tour d'Émilie - 4e du Tour de Catalogne, - 5e de Liège-Bastogne-Liège - 8e de la Classique de Saint-Sébastien - 2012 - 4e étape du Tour de Catalogne - Tour du Piémont - Classement du meilleur jeune du Tour d'Italie - Vice-champion olympique sur route - 3e du Tour de Lombardie - 5e du Tour de Catalogne - 7e du Tour d'Italie - 10e du Tour de Pologne - 2013 - 2e (contre-la-montre par équipes) et 10e étapes du Tour d'Italie - 2e du Tour d'Italie - 2014 - 1re étape de Tirreno-Adriatico (contre-la-montre par équipes) - 12e étape du Tour d'Italie (contre-la-montre) - 2e du Tour d'Italie - 3e du Tour d'Oman - 9e du Tour de Pékin - 2015 - Champion de Colombie du contre-la-montre - Grand Prix cycliste de Québec - 2e du championnat du monde du contre-la-montre par équipes - 3e de Tirreno-Adriatico - 5e du Tour de Catalogne - 5e du Tour de Romandie - 10e de la Classique de Saint-Sébastien - 2016 - 3e du Tour d'Émilie - 3e de Milan-Turin - 3e du Tour de Lombardie - 7e du Tour d'Italie - 10e du Tour de Catalogne - 10e du Grand Prix cycliste de Québec | - 2017 - 9e étape du Tour de France - Milan-Turin - 2e du Tour de France - 3e du Grand Prix de l'industrie et de l'artisanat de Larciano - 3e du Tour d'Émilie - 8e de Tirreno-Adriatico - 9e du Tour du Pays basque - 2018 - 5e étape du Colombia Oro y Paz - 3e étape du Tour de Slovénie - 2e du Tour de Slovénie - 2e du Tour d'Émilie - 3e de la Colombia Oro y Paz - 4e du Tour de Lombardie - 6e de la Classique de Saint-Sébastien - 6e du Tour du Guangxi - 7e du Tour d'Espagne - 10e de Tirreno-Adriatico - 2019 - 1re étape du Tour de Colombie (contre-la-montre par équipes) - 3e de la Route d'Occitanie - 7e du Tour de France - 2020 - 1re étape du Tour de Colombie (contre-la-montre par équipes) - 8e du Tour de France - 2021 - 7e étape du Tour de Suisse (contre-la-montre) - 2e du Tour de Suisse - 8e de la course en ligne des Jeux olympiques - 8e du contre-la-montre des Jeux olympiques - 10e du Tour de France - 2022 - 17e étape du Tour d'Espagne - 8e du Tour d'Espagne - 9e de la Classique de Saint-Sébastien - 10e du Tour du Pays basque - 2023 - 6e du Tour de Suisse - 10e du Tour de Catalogne |  |

### Résultats sur les grands tours

#### Tour de France
10 participations
- 2009 : 52e
- 2011 : 24e
- 2015 : 42e
- 2017 : 2e, vainqueur de la 9e étape
- 2018 : non-partant (12e étape)
- 2019 : 7e
- 2020 : 8e
- 2021 : 10e
- 2022 : 25e
- 2023 : 71e

#### Tour d'Italie
7 participations
- 2010 : 35e
- 2012 : 7e,  vainqueur du classement du meilleur jeune
- 2013 : 2e, vainqueur des 2e (contre-la-montre par équipes) et 10e étapes
- 2014 : 2e, vainqueur de la 12e étape,  maillot rose pendant 4 jours
- 2015 : 14e
- 2016 : 7e
- 2023 : non-partant (10e étape)

#### Tour d'Espagne
8 participations
- 2010 : 33e
- 2012 : 29e
- 2013 : 27e
- 2014 : non-partant (17e étape)
- 2018 : 7e
- 2019 : abandon (6e étape)
- 2022 : 8e, vainqueur de la 17e étape
- 2024 : abandon (6e étape)

### Résultats sur les championnats
| Discipline/Année             | 2008 | 2009 | 2010 | 2011 | 2012 | 2013 | 2014 | 2015 | 2016 | 2017 | 2018 | 2019 | 2020 | 2021 |
| Championnats du monde        |      |      |      |      |      |      |      |      |      |      |      |      |      |      |
| Course en ligne              |      | 101e |      | 135e | 23e  | 41e  | 27e  | 32e  | Abd  | 27e  | 33e  |      | 24e  |      |
| Contre la montre individuel  |      |      |      |      |      |      |      | 51e  |      |      |      |      |      |      |
| Contre la montre par équipes |      |      |      |      |      |      |      | 2e   |      |      |      |      |      |      |
| Jeux olympiques              |      |      |      |      |      |      |      |      |      |      |      |      |      |      |
| Course en ligne              | Abd  |      |      |      | 2e   |      |      |      | Abd  |      |      |      |      | 8e   |
| Contre la montre individuel  |      |      |      |      |      |      |      |      |      |      |      |      |      | 8e   |

### Classements mondiaux
| Année                                 | 2007 | 2008 | 2009 | 2010 | 2011 | 2012 | 2013 | 2014 | 2015 | 2016 | 2017 | 2018 | 2019 | 2020 | 2021 | 2022 | 2023 | 2024 |
| ------------------------------------- | ---- | ---- | ---- | ---- | ---- | ---- | ---- | ---- | ---- | ---- | ---- | ---- | ---- | ---- | ---- | ---- | ---- | ---- |
| UCI ProTour                           | 120e | 25e  |      |      |      |      |      |      |      |      |      |      |      |      |      |      |      |      |
| Calendrier mondial                    |      |      | 90e  | 100e |      |      |      |      |      |      |      |      |      |      |      |      |      |      |
| UCI World Tour                        |      |      |      |      | 24e  | 15e  | 27e  | 30e  | 13e  | 32e  | 20e  | 42e  |      |      |      |      |      |      |
| Classement mondial                    |      |      |      |      |      |      |      |      |      | 45e  | 17e  | 40e  | 150e | 114e | 62e  | 90e  | 268e | 688e |
| UCI Europe Tour                       |      |      |      |      |      |      |      |      |      | 82e  | 30e  | 117e |      |      |      |      |      |      |
| UCI America Tour                      |      |      |      |      |      |      |      |      |      | nc   | 237e | 28e  | 12e  | 8e   | 5e   | 8e   | 23e  | 78e  |
|                                       |      |      |      |      |      |      |      |      |      |      |      |      |      |      |      |      |      |      |
| Légende : nc = non classéSource : UCI |      |      |      |      |      |      |      |      |      |      |      |      |      |      |      |      |      |      |

## Palmarès sur piste
- 2003
  -  Champion de Colombie de la course aux points cadets
  - 2e du championnat de Colombie de poursuite cadets
- 2005
  -  Champion de Colombie de poursuite juniors
  -  Champion de Colombie de la course aux points juniors
  -  Champion de Colombie de scratch juniors